# 窓ガラス

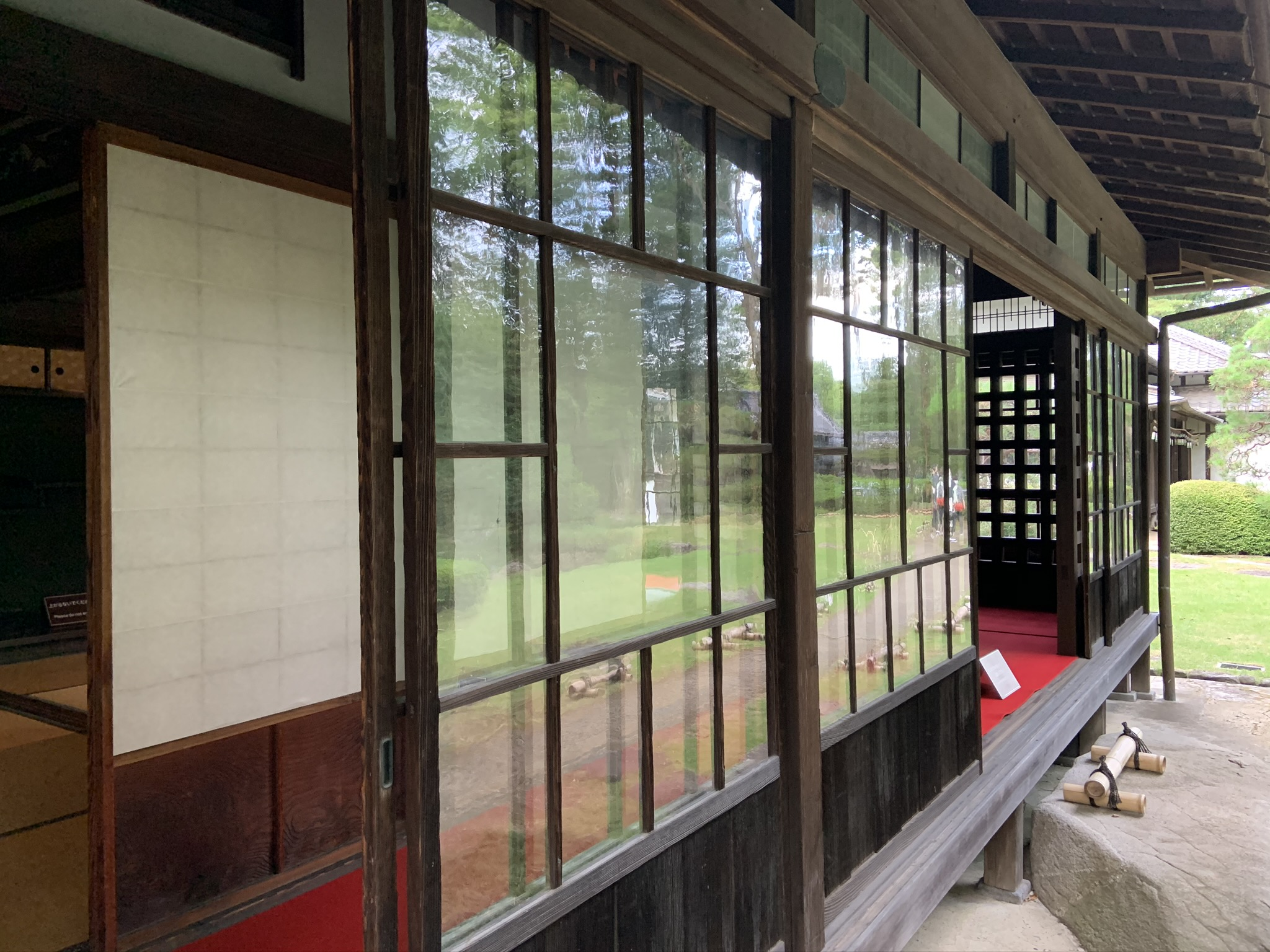
高橋是清邸の窓ガラス。説明プレート(赤い敷物の上)には「明治のガラスが使われています」とある。江戸東京たてもの園

窓ガラス（まどガラス）は板ガラスを窓にはめ、家の内部と外部を仕切るために使うもの。暖かい部屋で外の景色が楽しめるのも、ウィンドウ・ショッピングが出来るのも、窓ガラスの恩恵である。窓の面積を大きくすることにより、太陽の昼光による採光が可能となり、照明の代替にもなる。

## 製造方法
現在では、すべての窓ガラス（型板ガラス、網入ガラスおよび線入ガラスを除く）がフロート法によって製造されている。これは20世紀半ばに開発された大面積の板ガラスを連続的に作成出来る技術で、20世紀最大の発明のひとつに数え上げられている。型板ガラス、網入りガラスおよび線入りガラスはロールアウト法によって製造されている。
フロート法では、溶融錫の上にガラス融液を流し出すことで、上下ともに平滑な面を生成する。錫はガラスより比重が大きく、しかもガラスと混ざらないので、錫の上には非常に平坦な板ガラスが形成される。この方法で1 mm - 22 mm程度の厚さの板ガラスを作成することが出来る。
窓ガラスのほとんどはソーダ石灰ガラスと呼ばれる種類のガラスである。その組成はおよそSiO2:Na2O:CaO = 75:15:10 (mol%)で、原料には珪砂、ソーダ灰、石灰が用いられる。この組成比は地殻を形成している組成比とほぼ同じで、この点からガラス窓の資源は事実上無尽蔵、環境への悪影響は生産時の燃料の消費だけといえる。
普通の窓ガラスは正面から見ると透明に見えるが、斜めから見たり、厚みのある部分を見るとわずかながら青緑に色付いて見える。これは、原料に不純物として含まれる鉄イオンの色である。この色が好ましくない場合は、純度の高い原料を使うか、もしくはその補色を生じる着色剤を原料に少量加えて無彩色にする。
民家の窓などに使用されている透明ガラスの場合、ケイ素と酸素が強く結合され、構造としては網目状になっている。

## 種類
フロート板ガラスおよび磨き板ガラス(JIS R 3202)
型板ガラス(JIS R 3203)
ガラス表面が模様となったもの。透光性を保ちつつ光を拡散させて視線を遮る。現在製造されている模様は、梨地（なしじ）2ミリ、霞（かすみ）4ミリ・6ミリ、の2種類。
網入ガラス、線入ガラス(JIS R 3204)
ガラス中に金網、金属線を入れたもの。ガラスが割れた場合にも破片が飛び散りにくい。主な目的は、火災などの熱による破損の際、ガラスが脱落するのを防ぐことであり、加撃物による破損にはほとんど効果がない。見た目から防犯性を誤解する人も多い。防犯ガラスは後述の合わせガラス及び強化ガラスにあたる。
合わせガラス(JIS R 3205)
2枚のガラスの間にポリビニルブチラールなどの透明フィルムをはさみこんで、オートクレーブ成形したもの。破損時に破片がほとんど飛散せず、耐貫通性に優れているため、強化ガラスと共に安全ガラスと総称される。
強化ガラス(JIS R 3206)
フロート板ガラスの表層に圧縮応力、深層に引張応力を与えたガラス。通常のガラスの3～5倍の強度があり、破損しても破片が粒状になるため、傷害防止に効果がある。応力を生じさせる方法には、加熱・急冷による熱的方法と分子置換による化学的方法があり、ほとんどの強化ガラスは熱的方法で製造されている。
熱線吸収板ガラス(JIS R 3208)
熱線（赤外線）をより多く吸収するガラス。原料に銅、ニッケル、鉄などの金属を混合して製造する。銅を混合すると青色、ニッケルを混合すると灰色(薄茶色)、鉄を混合すると黄緑色のガラスとなる。
複層ガラス(JIS R 3209)
2枚のガラスの間に空気層を設ける形のもの。光触媒機能を外面に付加したセルフクリーニングガラスや、空気層の部分を気密化し真空にして断熱性を向上させたものもある。通常の窓ガラスに比べ、若干重くなる。なお一般に、空気層による断熱効果は期待できるが、遮音性能の向上はコインシデンス効果の影響を受けあまり期待できないとされている。ただし室内面のみを樹脂サッシにするなど異種材料でのサンドイッチサッシ構造で遮音性が一般的にみられる。
熱線反射ガラス(JIS R 3221)
表面に金属酸化物を塗布し、熱線を反射する効果を持たせたガラス。昼間の屋外からは鏡のように見え、屋内からは普通のガラスと同様に見えるハーフミラー効果がある。スパッタリングによって屋内側の面に金属酸化物を塗布したものは、高性能熱線反射ガラスと呼ばれる。
ペアガラス
2枚のガラスとスペーサーにより中空層をつくったもの。
トリプルガラス
3枚のガラスとスペーサーにより中空層を２か所つくったもの。
磨りガラス（スリガラス）
視界を遮り光線を取り入れるために表面を金剛砂などのサンドで磨いたガラス。
レンズガラス
同様に視界を遮るガラス